# 科格斯韦尔 (北达科他州)
科格斯韦尔（英語：Cogswell）是美国北达科他州下属的一座城市。根据2010年美国人口普查，该市有人口99人。